# Bristol Motor Speedway

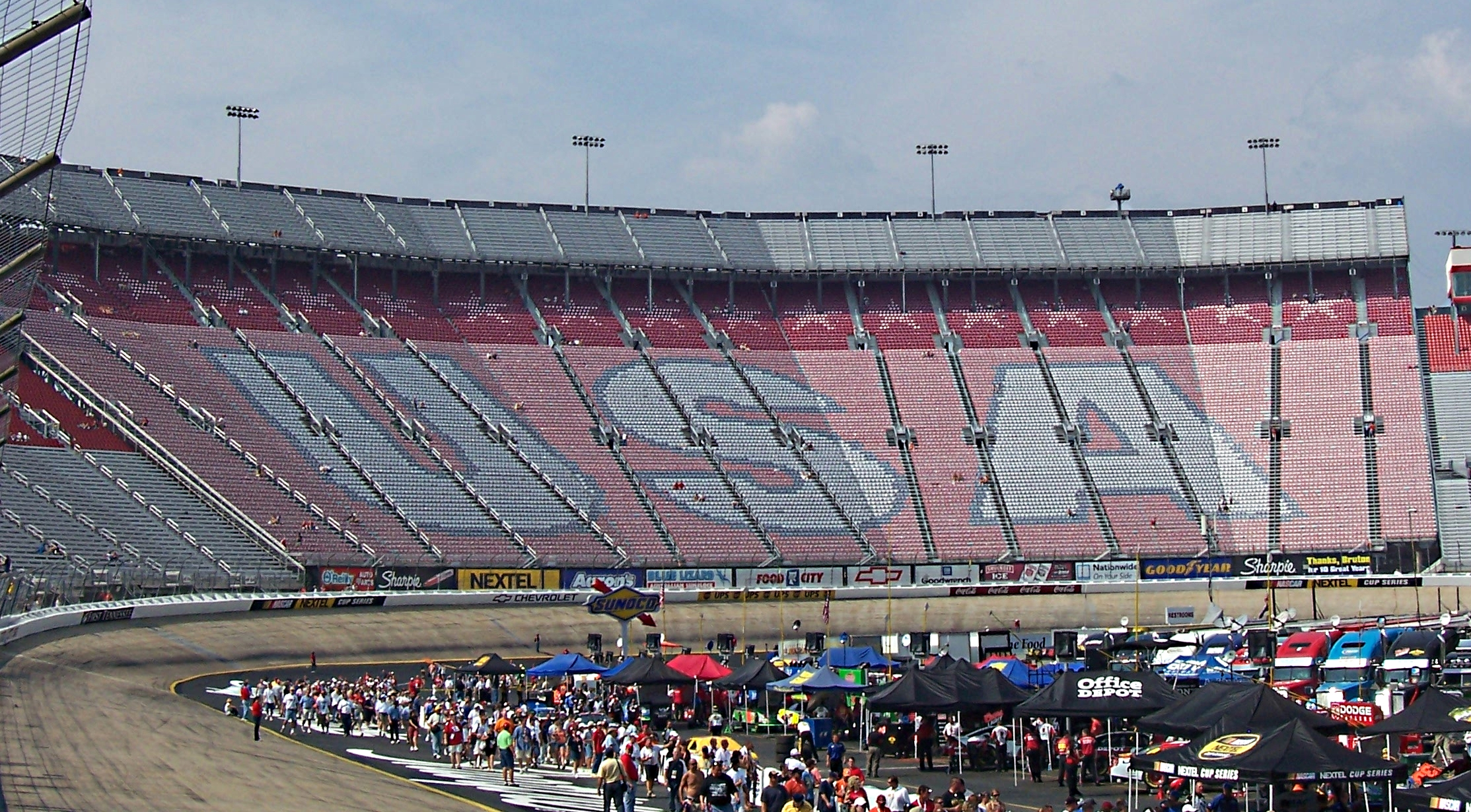
De Kulwicki tribune op de Bristol Motor Speedway in 2006.

De Bristol Motor Speedway is een ovaal circuit gelegen in Bristol in de Amerikaanse staat Tennessee. Het was voorheen bekend onder de namen Bristol International Raceway en Bristol Raceway. Het werd geopend in 1961. Het circuit heeft een lengte van 0,533 mijl (858 meter) en wordt gebruikt voor races uit de verschillende NASCAR kampioenschappen en een aantal kleinere raceklasses.
Jaarlijks wordt het circuit twee keer gebruikt voor een race uit de NASCAR Sprint Cup, twee keer voor een race uit de NASCAR Nationwide Series en één keer voor een race uit de Camping World Truck Series. In 2007 werd er de eerste editie van het event Car of Tomorrow georganiseerd.
De Sprint Cup race die traditioneel in het voorjaar wordt gereden werd de eerste keer gehouden in 1961 en krijgt vanaf 1992 de naam Food City 500. De race die in het najaar wordt gehouden werd eveneens in 1961 voor de eerste keer gehouden en krijgt vanaf 2010 de naam Irwin Tools Night Race. In 1978 werd deze laatste de eerste nachtrace die gehouden werd in de NASCAR.
Recordhouder aantal overwinningen in de Sprint Cup op het circuit is Darrell Waltrip die twaalf keer won op de speedway. Gezamenlijk op de tweede plaats met negen overwinningen staan Rusty Wallace, Dale Earnhardt en Cale Yarborough. Het Sprint Cup snelheidsrecord staat op naam van Ryan Newman met een tijd van 14,908 seconden, gereden tijdens kwalificatietrainingen in 2003.